# Lucian Pintilie
Lucian Pintilie (n. 9 noiembrie 1933, Tarutino, România – d. 16 mai 2018, București, România) a fost un regizor de teatru, operă și film român. Filmele și montările sale din România au provocat mari controverse astfel încât a fost invitat de regimul comunist să emigreze.

## Biografie, carieră artistică
Lucian Pintilie s-a născut la data de 9 noiembrie 1933, la Tarutina, în Basarabia de Sud, în județul interbelic Cetatea-Albă (în Bugeac, azi în regiunea Odesa, Ucraina). După absolvirea Institutului de Artă Teatrală și Cinematografică din București, a montat o serie de spectacole la Teatrul "Bulandra" din București, printre care se pot enumera câteva spectacole antologice: Copiii soarelui (1961), Proștii sub clar de lună (1962), Cezar și Cleopatra (1963), Biedermann și incendiatorii (1964), Inima mea e pe înălțimi (1964), D'ale carnavalului (1966), Livada cu vișini (1967), Revizorul (1974), spectacol interzis de cenzură după cea de-a treia reprezentație), precum și două filme de lung metraj: Duminica la ora 6 și Reconstituirea.
Cel de-al doilea film al său, Reconstituirea narează povestea reconstituirii unui incident banal, o bătaie între doi tineri, întreprinsă de Miliție, care se transformă într-o crimă. Filmul a provocat un imens scandal, iar Nicolae Ceaușescu a dispus interzicerea filmului. Rolurile principale erau interpretate de Vladimir Găitan și George Mihăiță. Criticii de film consideră că acesta din urmă a făcut în Reconstituirea rolul cel mai important al carierei sale.
După scandalul interzicerii piesei Revizorul, Lucian Pintilie a primit un pașaport și a fost lăsat să plece din țară.

## Piese montate în străinătate
Interdicția de a mai lucra în România îl determină să se expatrieze în 1975. A continuat în străinătate seria spectacolelor de teatru montate pe câteva din scenele importante ale lumii. Dintre aceste montări amintim doar câteva:
- Théâtre National de Chaillot din Paris: Turandot (1974);
- Théâtre de la Ville din Paris: Pescărușul (1975), Biedermann și incendiatorii (1976), Jacques sau Supunerea și Viitorul e în ouă (1977), Cei din urmă (1978), Trei surori (1979), Rața sălbatică (1981), Azilul de noapte (1983]), Arden din Kent (1984), Astă seară se improvizează (1987), Trebuie să trecem prin nori (1988), Dansul morții (1990);
- Guthrie Theater din Minneapolis: Pescărușul (1983), Tartuffe (1984), Rața sălbatică (1988);
- Arena Stage din Washington: Tartuffe (1985), Rața sălbatică (1986), Livada cu vișini (1988).

## Spectacole de operă
În paralel cu activitatea de regizor de teatru, a montat și spectacole de operă:
- Festivalul de la Avignon: Orestia (1979);
- Festivalul de la Aix-en-Provence: Flautul fermecat (1980, spectacol reluat la Opera din Lyon, Opera din Nisa, Teatro Reggio din Torino);
- Welsh National Opera din Cardiff: Rigoletto (1985), Carmen (1986, spectacol reluat la Opera din Vancouver).

## Filme de lung metraj
În 1973 a realizat la Televiziunea iugoslavă filmul Salonul nr. 6 după nuvela omonimă a lui Cehov. În 1979 a filmat în România De ce trag clopotele, Mitică? după un scenariu propriu pornind de la piesa D'ale carnavalului a lui Ion Luca Caragiale, film interzis vreme de peste zece ani, până în 1990.
După 1990 se repatriază și face o serie de filme în România, în prima perioadă a deceniului al nouălea din secolul trecut, proiecte mai vechi, pe care nu le-a dus la bun sfârșit din pricina intervenției cenzurii. Toate sunt coproducții româno-franceze. În 1998 obține premiul juriului la Festivalul de Film de la Veneția pentru coproducția franco-română Terminus Paradis.

## Funcții de conducere și activitate socială
În 1990 a fost numit Director al Studioului de Creație Cinematografică al Ministerului Culturii, poziție din care a sprijinit filme realizate de tineri regizori români, vezi cazul filmului lui Cristi Puiu, Marfa și banii. Lucian Pintilie, deși a avut o prezență mai degrabă discretă pe ecranele televizoarelor, s-a implicat în mod activ în opera de reformare morală a societății civile românești, fiind unul dintre membrii marcanți ai Grupului pentru Dialog Social. Singurul premiu pe care regizorul l-a acceptat în România a fost Premiul Gopo pentru întreaga operă acordat în 2007.

## Distincții
- Ordinul Meritul Cultural clasa a V-a (6 noiembrie 1967) „pentru merite deosebite în domeniul artei dramatice”[7]

## Volume publicate
- În 1992 a publicat la Editura Albatros volumul Patru scenarii, care conține scenariile Colonia penitenciară (după Franz Kafka), Duelul (după A.P. Cehov), Balanța (ecranizat), și De ce bat clopotele, Mitică? (după D-ale carnavalului, de I.L. Caragiale, ecranizat).
- În 2003 a publicat la Editura Humanitas volumul autobiografic Bric-a-brac.
- În 2005 a publicat la Editura LiterNet volumele Pompa cu morfină și Capul de zimbru (scenariu după V. Voiculescu), disponibile în limbile română și franceză la Editura Liternet. Descărcarea volumelor e gratuită.
- În 2017 a re-publicat la Editura Nemira volumul autobiografic Bric-a-brac - o ediție revizuită și adăugită.

## Filmografie

### Ca regizor
- Comoara din Vadul Vechi (1964) – regizor secund
- Duminică la ora 6 (1966)
- Reconstituirea (1968)
- Salonul numărul 6 (1978)
- De ce trag clopotele, Mitică? (1981)
- Balanța (1992), adaptarea romanului omonim al lui Ion Băieșu, a doua ecranizare după un alt film, Mere roșii, în regia lui Alexandru Tatos.
- O vară de neuitat (1994), adaptare a nuvelei Salata din romanul fluviu Cronică de familie de Petru Dumitriu
- Prea târziu (1996)
- Terminus Paradis (1998)
- După-amiaza unui torționar (2001)
- Niki Ardelean, colonel în rezervă (2003) (titlul francez Niki et Flo)
- Tertium non datur (2006), un scurt metraj realizat prin adaptarea nuvelei lui Vasile Voiculescu, Capul de zimbru

### Ca scenarist
- Duminică la ora 6 (1966) - în colaborare cu Ion Mihăileanu
- Stare de fapt (1995) - idee
- Prea târziu (1996) - în colaborare cu Răsvan Popescu
- Terminus Paradis (1998) - în colaborare cu Răsvan Popescu și Radu Aldulescu
- După-amiaza unui torționar (2001)
- Tertium non datur (2006)
- Colonia penitenciară după Franz Kafka, publicat în 1992, neecranizat
- Duelul după A.P. Cehov, publicat în 1992, neecranizat
- Capul de zimbru după V. Voiculescu, publicat în 2005

### Ca actor
- Valurile Dunării (1960)
- Secvențe... (1982)